# Contea di Logan (Kansas)
La contea di Logan in inglese Logan County è una contea dello Stato del Kansas, negli Stati Uniti. La popolazione al censimento del 2016 era di 2 831 abitanti. Il capoluogo di contea è Oakley

## Storia
Per millenni, le Grandi Pianure del Nord America sono state abitate da nomadi nativi americani. Dal XVI secolo al XVIII secolo, il Regno di Francia rivendicò la proprietà di vaste zone del Nord America.
Nel 1762, dopo la guerra franco-indiana, la Francia cedette segretamente la Nuova Francia alla Spagna, secondo il trattato di Fontainebleau.
Nel 1854 fu organizzato il territorio del Kansas, nel 1861 il Kansas divenne il 34º stato degli Stati Uniti. Nel 1887 fu fondata la contea di Logan.
La prima fondazione della contea di Logan avvenne nel 1871 con il nome di contea di St. John. St. John era formato dall'area ad est della fascia dei 38°, territorio che allora era parte della Contea di Wallace. La Legislatura statale del Kansas cambiò il nome da St. John a Logan nel 1885.

## Geografia fisica
Secondo l'Ufficio del censimento statunitense, la contea ha una superficie di 2779,057 km2(99,99 %).

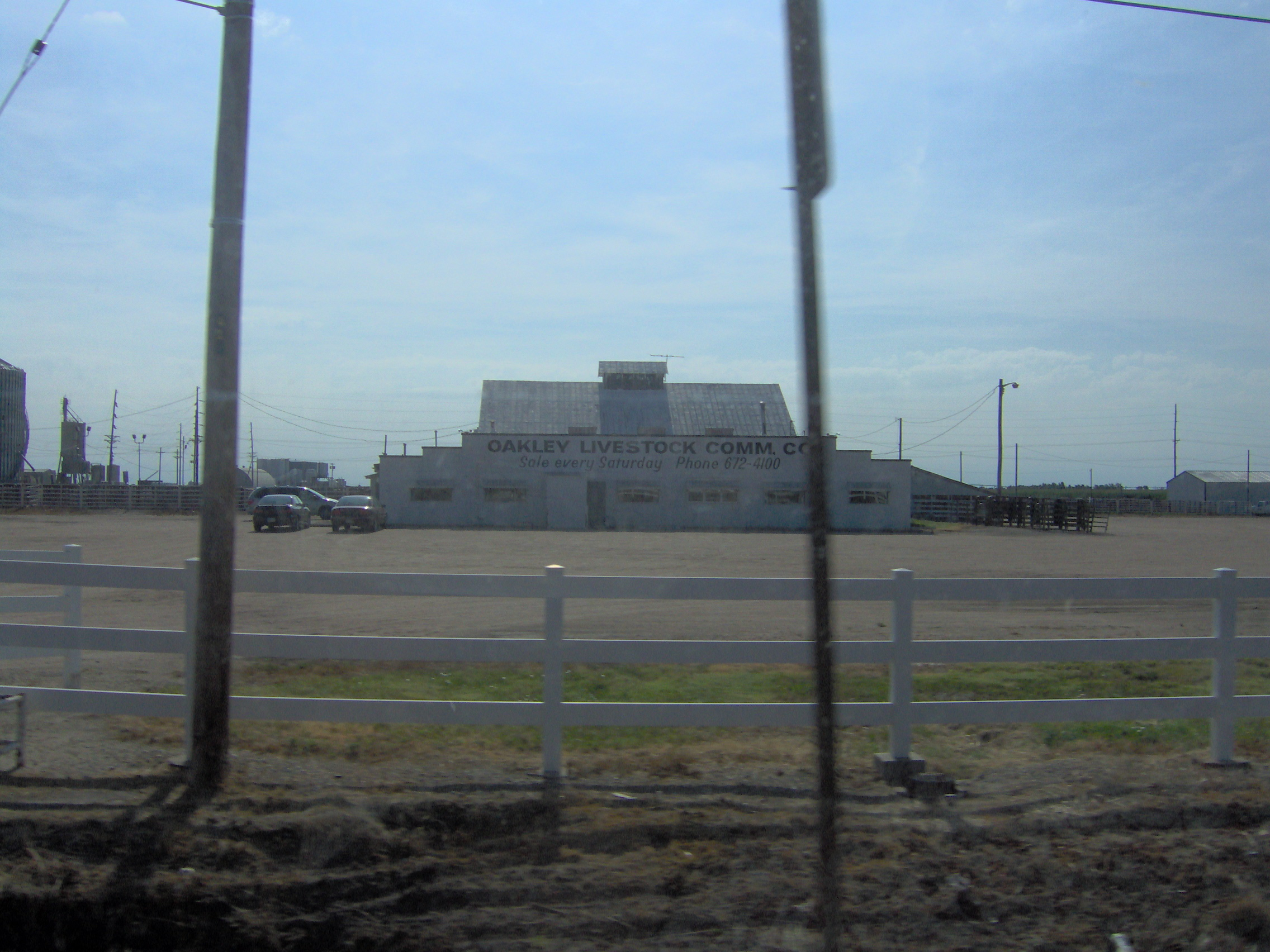
Agriculture, as represented by this stockyard on the edge of Oakley, is important in Logan County

### Contee confinanti
- Thomas County (nord)
- Gove County (est)
- Scott County (sudest)
- Wichita County (sud)
- Wallace County (ovest/Mountain Time border)
- Sherman County (nordovest/Mountain Time border)

## Infrastrutture e trasporti

### Strade
- Kansas Highway 25
- U.S. Highway 40
- U.S. Highway 83
- Interstate 70

## Geografia antropica

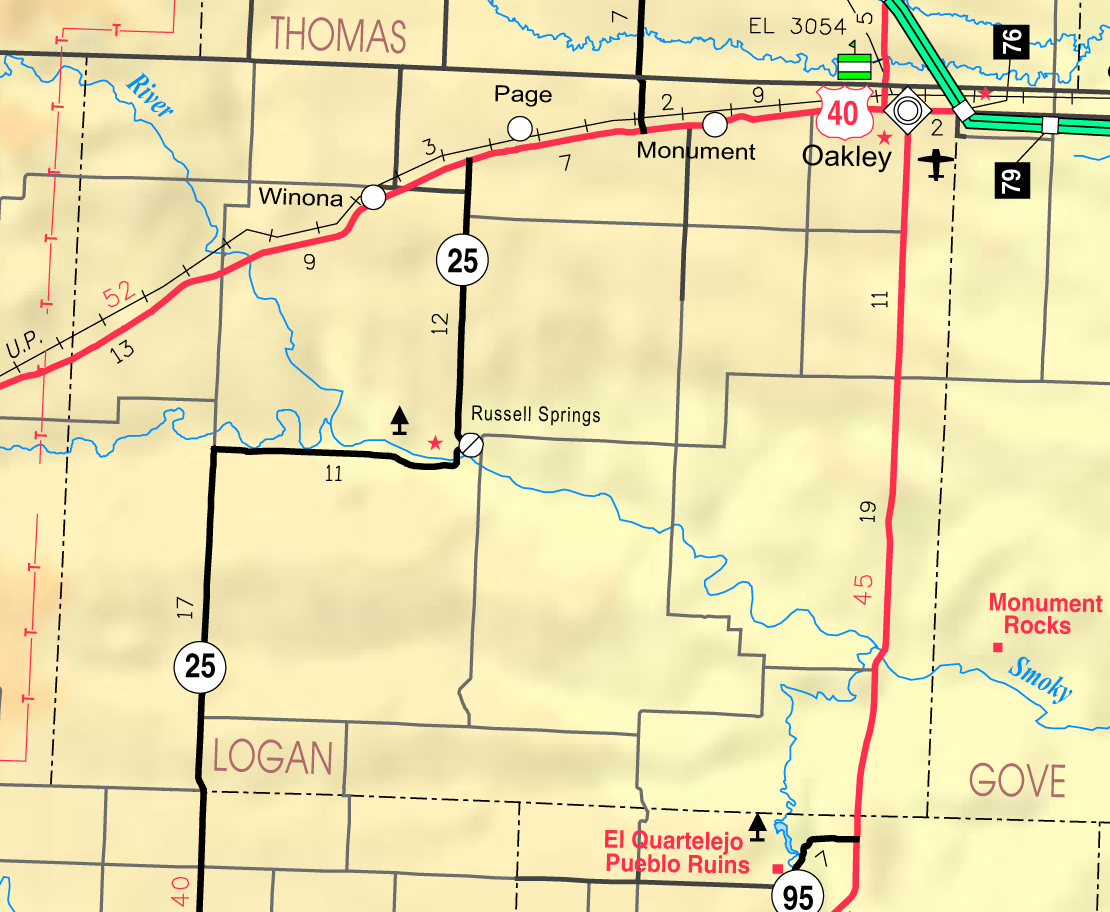
2005 KDOT Map of Logan County (map legend)

### Città
- Oakley
- Russell Springs
- Winona

### Unincorporated communities
- McAllaster
- Monument
- Page City

### Townships
- Augustine
- Elkader
- Lees
- Logansport
- McAllaster
- Monument
- Oakley
- Paxton
- Russell Springs
- Western
- Winona